# 克利奧恩 (加利福尼亞州)
克利奧恩（英語：Cleone）是位於美國加利福尼亞州門多西諾縣的一個人口普查指定地區。

## 地理
克利奧恩的座標為39°21′49″N 123°48′57″W / 39.36361°N 123.81583°W，而該地最高點為海拔高度25米（即82英尺）。

## 人口
根據2010年美國人口普查的數據，克利奧恩的面積為7.749平方千米，當中陸地面積為7.749平方千米，而水域面積為0.000平方千米。當地共有人口618人，而人口密度為每平方千米79人。